# Дискографія синглів Twice
Дискографія синглів південнокорейської жіночої групи Twice складається з тридцяти семи синглів і десяти промо-синглів. Група складається з дев'яти учасниць: Найон, Чоньон, Момо, Сана, Джіхьо, Міна, Дахьон, Чейон і Цзуї, та була створена компанією JYP Entertainment у липні 2015 року через телешоу про виживання Sixteen.
У Південній Кореї група дебютувала в жовтні 2015 року з синглом «Like Ooh-Ahh», який став їх першим у десятці кращих у країні. Пізніше група заробила дев'ять синглом поспіль номер один з 2016 по 2018 роки; «Cheer Up», «TT», «Knock Knock», «Signal», «Likey», «Heart Shaker», «What Is Love?», «Dance the Night Away» і «Yes or Yes». Наступні корейські сингли з 2019 по 2021 рік: «Fancy», «Feel Special», «More & More», «I Can't Stop Me» і «Alcohol-Free» потрапили до першої десятки. Інші корейські сингли з 2018 по 2023 рік: «The Best Thing I Ever Did», «Scientist», «Talk That Talk» і «Set Me Free» увійшли до топ-100. «What Is Love?», «Dance the Night Away», «Yes or Yes» і «Fancy» також отримали платиновий сертифікат від Корейської асоціації музичного контенту (KMCA) за досягнення 100 мільйонів прослуховувань.
У Японії перші два японські сингли групи, «One More Time» і «Candy Pop», отримали платинові сертифікати від Японської асоціації звукозаписувальних компаній (RIAJ). Тоді як третій, «Wake Me Up», став першим реальним синглом іноземного жіночого виконавця, який отримав подвійний платиновий сертифікат. Наступні японські сингли групи, «Happy Happy», «Breakthrough» і «Fanfare», також отримали ці нагороди.
У США англомовні сингли групи, «The Feels» і «Moonlight Sunrise», потрапили до Billboard Hot 100, причому перший отримав золотий сертифікат від Американської асоціації компаній звукозапису (RIAA).
На сьогоднішній день дев'ять синглів Twice очолили Gaon Digital Chart, шість стали номерами один у K-pop Hot 100, чотири у Oricon Singles Chart, п'ять у Billboard Japan Hot 100 і чотири сингли очолили World Digital Song Sales.

## Сингли
| Назва                                                                         | Рік       | Пікові позиції у чартах | Пікові позиції у чартах | Пікові позиції у чартах | Пікові позиції у чартах | Пікові позиції у чартах | Пікові позиції у чартах | Пікові позиції у чартах | Пікові позиції у чартах | Пікові позиції у чартах | Пікові позиції у чартах | Продажі                                                     | Сертифікації                    | Альбом                  |
| Назва                                                                         | Рік       | KOR                     | KOR Billb.              | JPN                     | JPN Hot                 | JPN Dig.                | NZ Hot                  | UK                      | US                      | US World                | WW                      | Продажі                                                     | Сертифікації                    | Альбом                  |
| Корейські                                                                     | Корейські | Корейські               | Корейські               | Корейські               | Корейські               | Корейські               | Корейські               | Корейські               | Корейські               | Корейські               | Корейські               | Корейські                                                   | Корейські                       | Корейські               |
| ----------------------------------------------------------------------------- | --------- | ----------------------- | ----------------------- | ----------------------- | ----------------------- | ----------------------- | ----------------------- | ----------------------- | ----------------------- | ----------------------- | ----------------------- | ----------------------------------------------------------- | ------------------------------- | ----------------------- |
| «Like Ooh-Ahh» (кор. Ooh-Aah하게)                                             | 2015      | 10                      | —                       | —                       | 27                      | —                       | —                       | —                       | —                       | 6                       | —                       | - Південна Корея: 2,500,000                                 | - RIAJ: Золото                  | The Story Begins        |
| «Cheer Up»                                                                    | 2016      | 1                       | 53                      | —                       | 23                      | —                       | —                       | —                       | —                       | 3                       | —                       | - Південна Корея: 2,737,015                                 | - RIAJ: Срібло                  | Page Two                |
| «TT»                                                                          | 2016      | 1                       | 36                      | —                       | 3                       | 17                      | —                       | —                       | —                       | 2                       | —                       | - Південна Корея: 2,500,000 - Японія: 100,000 - США: 33,000 | - RIAJ: Золото                  | Twicecoaster: Lane 1    |
| «Knock Knock»                                                                 | 2017      | 1                       | 25                      | —                       | 15                      | —                       | —                       | —                       | —                       | 5                       | —                       | - Південна Корея: 2,500,000 - США: 3,000                    |                                 | Twicecoaster: Lane 2    |
| «Signal»                                                                      | 2017      | 1                       | 1                       | —                       | 4                       | —                       | —                       | —                       | —                       | 3                       | —                       | - Південна Корея: 1,250,964                                 | - RIAJ: Срібло                  | Signal                  |
| «Likey»                                                                       | 2017      | 1                       | 1                       | —                       | 2                       | —                       | —                       | —                       | —                       | 1                       | —                       | - Південна Корея: 2,500,000 - США: 5,000                    | - RIAJ: Золото                  | Twicetagram             |
| «Heart Shaker»                                                                | 2017      | 1                       | 1                       | —                       | 4                       | 5                       | —                       | —                       | —                       | 2                       | —                       | - Південна Корея: 2,500,000 - Японія: 13,333                | - RIAJ: Золото                  | Merry & Happy           |
| «What Is Love?»                                                               | 2018      | 1                       | 1                       | —                       | 6                       | 5                       | —                       | —                       | —                       | 3                       | —                       | - Південна Корея: 2,500,000 - Японія: 15,735                | - KMCA: Платина - RIAJ: Платина | What Is Love?           |
| «Dance the Night Away»                                                        | 2018      | 1                       | 1                       | —                       | 5                       | 11                      | —                       | —                       | —                       | 2                       | —                       | - Південна Корея: 2,500,000 - Японія: 12,705                | - KMCA: Платина - RIAJ: Золото  | Summer Nights           |
| «Yes or Yes»                                                                  | 2018      | 1                       | 2                       | —                       | 5                       | 14                      | —                       | —                       | —                       | 5                       | —                       | - Південна Корея: 2,500,000 - Японія: 15,954                | - KMCA: Платина - RIAJ: Платина | Yes or Yes              |
| «The Best Thing I Ever Did» (кор. 올해 제일 잘한 일)                          | 2018      | 27                      | 22                      | —                       | 67                      | —                       | —                       | —                       | —                       | 17                      | —                       |                                                             |                                 | The Year of "Yes"       |
| «Fancy»                                                                       | 2019      | 3                       | 3                       | —                       | 4                       | 8                       | 17                      | —                       | —                       | 4                       | —                       | - Японія: 16,963 - США: 2,000                               | - KMCA: Платина - RIAJ: Платина | Fancy You               |
| «Feel Special»                                                                | 2019      | 9                       | 1                       | —                       | 4                       | 13                      | 8                       | —                       | —                       | 1                       | —                       | - Японія: 8,424 - США: 2,000                                | - RIAJ: 2× Платина              | Feel Special            |
| «More & More»                                                                 | 2020      | 4                       | 2                       | —                       | 3                       | 10                      | 12                      | —                       | —                       | 2                       | —                       | - Японія: 10,361                                            | - RIAJ: Платина                 | More & More             |
| «I Can't Stop Me»                                                             | 2020      | 8                       | 5                       | —                       | 5                       | 9                       | 13                      | —                       | —                       | 1                       | 31                      | - Японія: 8,802                                             | - RIAJ: Платина                 | Eyes Wide Open          |
| «Cry for Me»                                                                  | 2020      | 164                     | —                       | —                       | 53                      | —                       | 10                      | —                       | —                       | 1                       | —                       |                                                             |                                 | Сингл без альбому       |
| «Alcohol-Free»                                                                | 2021      | 6                       | 7                       | —                       | 19                      | —                       | 28                      | —                       | —                       | 3                       | 41                      |                                                             | - RIAJ: Золото                  | Taste of Love           |
| «Scientist»                                                                   | 2021      | 32                      | 19                      | —                       | 25                      | —                       | 27                      | —                       | —                       | 7                       | 52                      |                                                             | - RIAJ: Золото                  | Formula of Love: O+T=<3 |
| «Talk That Talk»                                                              | 2022      | 20                      | 9                       | —                       | 7                       | 27                      | 6                       | —                       | —                       | 4                       | 18                      |                                                             | - RIAJ: Золото                  | Between 1&2             |
| «Set Me Free»                                                                 | 2023      | 94                      | 19                      | —                       | 16                      | 16                      | 13                      | —                       | —                       | 2                       | 28                      | - Японія: 4,606                                             |                                 | Ready to Be             |
| «One Spark»                                                                   | 2024      | 126                     | —                       | 18                      | 29                      | —                       | 27                      | 32                      | —                       | 3                       | 93                      | - Японія: 5,942                                             |                                 | With You-th             |
| Японські                                                                      |           |                         |                         |                         |                         |                         |                         |                         |                         |                         |                         |                                                             |                                 |                         |
| «One More Time»                                                               | 2017      | —                       | —                       | 1                       | 1                       | —                       | —                       | —                       | —                       | 8                       | —                       | - Японія: 267,533 (Фіз.)                                    | - RIAJ: Срібло - RIAJ: Платина  | BDZ                     |
| «Candy Pop»                                                                   | 2018      | —                       | —                       | 1                       | 1                       | 14                      | —                       | —                       | —                       | —                       | —                       | - Японія: 341,773 (Фіз.) - Японія: 29,326                   | - RIAJ: Платина - RIAJ: Срібло  | BDZ                     |
| «Wake Me Up»                                                                  | 2018      | —                       | —                       | 1                       | 1                       | 14                      | —                       | —                       | —                       | —                       | —                       | - Японія: 363,778 (Фіз.) - Японія: 19,378                   | - RIAJ: 2× Платина              | BDZ                     |
| «I Want You Back»                                                             | 2018      | —                       | —                       | —                       | 12                      | 7                       | —                       | —                       | —                       | 20                      | —                       | - Японія: 50,332                                            | - RIAJ: Срібло                  | BDZ                     |
| «BDZ»                                                                         | 2018      | —                       | —                       | —                       | 7                       | —                       | —                       | —                       | —                       | 23                      | —                       |                                                             | - RIAJ: Золото                  | BDZ                     |
| «Happy Happy»                                                                 | 2019      | —                       | —                       | 2                       | 2                       | 19                      | —                       | —                       | —                       | —                       | —                       | - Японія: 316,044 (Фіз.) - Японія: 5,653                    | - RIAJ: Платина                 | &Twice                  |
| «Breakthrough»                                                                | 2019      | —                       | 99                      | 2                       | 1                       | —                       | —                       | —                       | —                       | 11                      | —                       | - Японія: 326,794 (Фіз.)                                    | - RIAJ: Платина                 | &Twice                  |
| «Fake & True»                                                                 | 2019      | —                       | —                       | —                       | 19                      | —                       | —                       | —                       | —                       | —                       | —                       |                                                             |                                 | &Twice                  |
| «Fanfare»                                                                     | 2020      | —                       | —                       | 1                       | 1                       | 18                      | —                       | —                       | —                       | —                       | —                       | - Японія: 220,154 (Фіз.)                                    | - RIAJ: Платина - RIAJ: Золото  | Perfect World           |
| «Better»                                                                      | 2020      | —                       | —                       | 2                       | 3                       | —                       | —                       | —                       | —                       | —                       | —                       | - Японія: 105,821 (Фіз.)                                    | - RIAJ: Золото - RIAJ: Срібло   | Perfect World           |
| «Kura Kura»                                                                   | 2021      | —                       | —                       | 3                       | 3                       | 3                       | —                       | —                       | —                       | —                       | —                       | - Японія: 94,166 (Фіз.) - Японія: 3,827                     | - RIAJ: Срібло - RIAJ: Золото   | Perfect World           |
| «Perfect World»                                                               | 2021      | —                       | —                       | —                       | 24                      | —                       | —                       | —                       | —                       | —                       | —                       |                                                             | - RIAJ: Золото                  | Perfect World           |
| «Doughnut»                                                                    | 2021      | —                       | —                       | 3                       | 6                       | —                       | —                       | —                       | —                       | —                       | —                       | - Японія: 62,303 (Фіз.)                                     | - RIAJ: Золото                  | Celebrate               |
| «Celebrate»                                                                   | 2022      | —                       | —                       | —                       | 10                      | —                       | —                       | —                       | —                       | —                       | —                       |                                                             | - RIAJ: Золото                  | Celebrate               |
| «Hare Hare»                                                                   | 2023      | —                       | —                       | 2                       | 3                       | 27                      | —                       | —                       | —                       | —                       | —                       | - Японія: 165,046                                           | - RIAJ: Золото                  | Сингл без альбому       |
| Англійські                                                                    |           |                         |                         |                         |                         |                         |                         |                         |                         |                         |                         |                                                             |                                 |                         |
| «The Feels»                                                                   | 2021      | 94                      | 56                      | —                       | 3                       | 15                      | 4                       | 80                      | 83                      | —                       | 12                      |                                                             | - RIAJ: Платина - RIAA: Золото  | Formula of Love: O+T=<3 |
| «Moonlight Sunrise»                                                           | 2023      | 152                     | —                       | —                       | 5                       | 8                       | 4                       | —                       | 84                      | —                       | 22                      | - Японія: 12,160                                            |                                 | Ready to Be             |
| «I Got You»                                                                   | 2024      | —                       | —                       | 23                      | 28                      | 96                      | 31                      | —                       | —                       | —                       | 38                      | - Японія: 4,756                                             |                                 | With You-th             |
| «—» позначає реліз, який не потрапив у чарти або не виходив на цій території. |           |                         |                         |                         |                         |                         |                         |                         |                         |                         |                         |                                                             |                                 |                         |

## Промо-сингли
| Назва                                                                         | Рік      | Пікові позиції у чартах | Пікові позиції у чартах | Пікові позиції у чартах | Пікові позиції у чартах | Продажи         | Альбом                      |
| Назва                                                                         | Рік      | KOR                     | KOR Hot                 | JPN Hot                 | JPN Dig.                | Продажи         | Альбом                      |
| Японські                                                                      | Японські | Японські                | Японські                | Японські                | Японські                | Японські        | Японські                    |
| ----------------------------------------------------------------------------- | -------- | ----------------------- | ----------------------- | ----------------------- | ----------------------- | --------------- | --------------------------- |
| «Signal» (Японська версія)                                                    | 2017     | —                       | —                       | —                       | —                       |                 | #Twice                      |
| «Stay by My Side»                                                             | 2018     | —                       | —                       | 23                      | 11                      | - Японія: 6,289 | BDZ (Перевидання)           |
| «Likey» (Японська версія)                                                     | 2019     | —                       | —                       | —                       | —                       |                 | #Twice2                     |
| «What Is Love?» (Японська версія)                                             | 2019     | —                       | —                       | —                       | —                       |                 | #Twice2                     |
| «Stuck in My Head» (Японська версія)                                          | 2020     | —                       | —                       | 59                      | —                       |                 | #Twice3                     |
| «Scientist» (Японська версія)                                                 | 2022     | —                       | —                       | —                       | —                       |                 | #Twice4                     |
| «Just Be Yourself»                                                            | 2022     | —                       | —                       | —                       | —                       |                 | Celebrate                   |
| "Dance Again"                                                                 | 2023     | 77                      | —                       |                         | Промо-сингл без альбому |                 |                             |
| Англійські                                                                    |          |                         |                         |                         |                         |                 |                             |
| «More & More» (Англійська версія)                                             | 2020     | —                       | —                       | —                       | —                       |                 | Промо-сингл без альбому     |
| «I Can't Stop Me» (Англійська версія)                                         | 2020     | —                       | —                       | —                       | —                       |                 | Промо-сингл без альбому     |
| Корейські                                                                     |          |                         |                         |                         |                         |                 |                             |
| «I Love You More Than Anyone» (кор. 누구보다 널 사랑해)                       | 2021     | 105                     | 75                      | —                       | —                       |                 | Hospital Playlist: Season 2 |
| «—» позначає реліз, який не потрапив у чарти або не виходив на цій території. |          |                         |                         |                         |                         |                 |                             |

## Інші чартові пісні
| Назва                                                                         | Рік       | Пікові позиції у чартах | Пікові позиції у чартах | Пікові позиції у чартах | Пікові позиції у чартах | Пікові позиції у чартах | Продажи                   | Альбом               |
| Назва                                                                         | Рік       | KOR                     | KOR Hot                 | JPN Hot                 | NZ Hot                  | US World                | Продажи                   | Альбом               |
| Корейські                                                                     | Корейські | Корейські               | Корейські               | Корейські               | Корейські               | Корейські               | Корейські                 | Корейські            |
| ----------------------------------------------------------------------------- | --------- | ----------------------- | ----------------------- | ----------------------- | ----------------------- | ----------------------- | ------------------------- | -------------------- |
| «Do It Again» (кор. 다시 해줘)                                                | 2015      | 127                     | —                       | —                       | —                       | —                       | - Південна Корея: 19,601  | The Story Begins     |
| «Going Crazy» (кор. 미쳤나봐)                                                 | 2015      | 164                     | —                       | —                       | —                       | —                       | - Південна Корея: 10,882  | The Story Begins     |
| «Truth»                                                                       | 2015      | 207                     | —                       | —                       | —                       | —                       | - Південна Корея: 7,080   | The Story Begins     |
| «Like a Fool»                                                                 | 2015      | 243                     | —                       | —                       | —                       | —                       | - Південна Корея: 5,895   | The Story Begins     |
| «Candy Boy»                                                                   | 2015      | 268                     | —                       | —                       | —                       | —                       | - Південна Корея: 5,460   | The Story Begins     |
| «Precious Love» (кор. 소중한 사랑)                                            | 2016      | 73                      | —                       | —                       | —                       | —                       | - Південна Корея: 44,105  | Page Two             |
| «Touchdown»                                                                   | 2016      | 86                      | —                       | —                       | —                       | —                       | - Південна Корея: 39,181  | Page Two             |
| «Woohoo»                                                                      | 2016      | 108                     | —                       | —                       | —                       | —                       | - Південна Корея: 26,187  | Page Two             |
| «Tuk Tok» (кор. 툭하면 톡)                                                    | 2016      | 112                     | —                       | —                       | —                       | —                       | - Південна Корея: 25,355  | Page Two             |
| «My Headphones On» (Headphone кор. 써)                                        | 2016      | 133                     | —                       | —                       | —                       | —                       | - Південна Корея: 23,058  | Page Two             |
| «1 to 10»                                                                     | 2016      | 35                      | —                       | —                       | —                       | —                       | - Південна Корея: 51,243  | Twicecoaster: Lane 1 |
| «One in a Million»                                                            | 2016      | 55                      | —                       | —                       | —                       | —                       | - Південна Корея: 40,724  | Twicecoaster: Lane 1 |
| «Ponytail»                                                                    | 2016      | 67                      | —                       | —                       | —                       | —                       | - Південна Корея: 33,140  | Twicecoaster: Lane 1 |
| «Jelly Jelly»                                                                 | 2016      | 68                      | —                       | —                       | —                       | —                       | - Південна Корея: 33,376  | Twicecoaster: Lane 1 |
| «Pit-A-Pat»                                                                   | 2016      | 75                      | —                       | —                       | —                       | —                       | - Південна Корея: 30,884  | Twicecoaster: Lane 1 |
| «Next Page»                                                                   | 2016      | 78                      | —                       | —                       | —                       | —                       | - Південна Корея: 30,583  | Twicecoaster: Lane 1 |
| «Ice Cream» (кор. 녹아요)                                                     | 2017      | 19                      | —                       | —                       | —                       | 18                      | - Південна Корея: 62,170  | Twicecoaster: Lane 2 |
| «Only You» (кор. Only 너)                                                     | 2017      | 56                      | —                       | —                       | —                       | —                       | - Південна Корея: 32,978  | Signal               |
| «Three Times a Day» (кор. 하루에 세번)                                        | 2017      | 57                      | —                       | —                       | —                       | —                       | - Південна Корея: 31,780  | Signal               |
| «Someone Like Me»                                                             | 2017      | 78                      | —                       | —                       | —                       | —                       | - Південна Корея: 27,741  | Signal               |
| «Hold Me Tight»                                                               | 2017      | 80                      | —                       | —                       | —                       | —                       | - Південна Корея: 26,658  | Signal               |
| «Eye Eye Eyes»                                                                | 2017      | 82                      | —                       | —                       | —                       | —                       | - Південна Корея: 26,411  | Signal               |
| «Turtle» (кор. 거북이)                                                        | 2017      | 26                      | —                       | —                       | —                       | —                       | - Південна Корея: 48,485  | Twicetagram          |
| «Missing U»                                                                   | 2017      | 46                      | 15                      | —                       | —                       | —                       | - Південна Корея: 35,213  | Twicetagram          |
| «Wow»                                                                         | 2017      | 86                      | 17                      | —                       | —                       | —                       | - Південна Корея: 22,128  | Twicetagram          |
| «24/7»                                                                        | 2017      | 95                      | 18                      | —                       | —                       | —                       | - Південна Корея: 21,665  | Twicetagram          |
| «FFW»                                                                         | 2017      | 97                      | 20                      | —                       | —                       | —                       | - Південна Корея: 20,773  | Twicetagram          |
| «You in My Heart» (кор. 널 내게 담아)                                         | 2017      | —                       | 19                      | —                       | —                       | —                       | - Південна Корея: 20,934  | Twicetagram          |
| «Look at Me» (кор. 날 바라바라봐)                                             | 2017      | —                       | 21                      | —                       | —                       | —                       | - Південна Корея: 20,725  | Twicetagram          |
| «Love Line»                                                                   | 2017      | —                       | 22                      | —                       | —                       | —                       | - Південна Корея: 20,313  | Twicetagram          |
| «Ding Dong»                                                                   | 2017      | —                       | 23                      | —                       | —                       | —                       | - Південна Корея: 20,168  | Twicetagram          |
| «Don't Give Up» (кор. 힘내!)                                                  | 2017      | —                       | 24                      | —                       | —                       | —                       | - Південна Корея: 19,796  | Twicetagram          |
| «Jaljayo Good Night» (кор. 잘자요 굿나잇)                                     | 2017      | —                       | 25                      | —                       | —                       | —                       | - Південна Корея: 19,774  | Twicetagram          |
| «Rollin'»                                                                     | 2017      | —                       | 16                      | —                       | —                       | —                       | - Південна Корея: 19,552  | Twicetagram          |
| «Merry & Happy»                                                               | 2017      | 24                      | 21                      | 54                      | —                       | 12                      | - Південна Корея: 100,322 | Merry & Happy        |
| «Sweet Talker»                                                                | 2018      | —                       | 22                      | —                       | —                       | —                       |                           | What Is Love?        |
| «Ho!»                                                                         | 2018      | —                       | 30                      | —                       | —                       | —                       |                           | What Is Love?        |
| «Chillax»                                                                     | 2018      | 65                      | 12                      | —                       | —                       | 9                       |                           | Summer Nights        |
| «Shot Thru the Heart»                                                         | 2018      | —                       | —                       | —                       | —                       | 12                      |                           | Summer Nights        |
| «Stuck»                                                                       | 2018      | —                       | —                       | 59                      | —                       | —                       |                           | Summer Nights        |
| «Rainbow»                                                                     | 2019      | —                       | 94                      | —                       | —                       | —                       |                           | Feel Special         |
| «Get Loud»                                                                    | 2019      | —                       | 95                      | —                       | —                       | —                       |                           | Feel Special         |
| «Trick It»                                                                    | 2019      | —                       | 96                      | —                       | —                       | —                       |                           | Feel Special         |
| «Love Foolish»                                                                | 2019      | —                       | 97                      | —                       | —                       | —                       |                           | Feel Special         |
| «21:29»                                                                       | 2019      | —                       | 98                      | —                       | —                       | —                       |                           | Feel Special         |
| «Oxygen»                                                                      | 2020      | —                       | 90                      | —                       | —                       | —                       |                           | More & More          |
| «I'll Show You» (з K/DA та Bekuh Boom при участі Анніки Веллс)                | 2020      | —                       | —                       | —                       | 38                      | 10                      |                           | All Out              |
| «Queen of Hearts»                                                             | 2022      | —                       | —                       | —                       | —                       | 13                      |                           | Between 1&2          |
| «Basics»                                                                      | 2022      | —                       | —                       | —                       | 31                      | 15                      |                           | Between 1&2          |
| «Got the Thrills»                                                             | 2023      | —                       | —                       | —                       | —                       | 10                      |                           | Ready to Be          |
| «Blame It on Me»                                                              | 2023      | —                       | —                       | —                       | —                       | 12                      |                           | Ready to Be          |
| «Wallflower»                                                                  | 2023      | —                       | —                       | —                       | —                       | 11                      |                           | Ready to Be          |
| «Crazy Stupid Love»                                                           | 2023      | —                       | —                       | —                       | —                       | 9                       |                           | Ready to Be          |
| Японські                                                                      |           |                         |                         |                         |                         |                         |                           |                      |
| «Luv Me»                                                                      | 2017      | —                       | —                       | 38                      | —                       | —                       |                           | One More Time MCD    |
| «Brand New Girl»                                                              | 2018      | —                       | —                       | 26                      | —                       | —                       |                           | BDZ                  |
| «Be as One»                                                                   | 2018      | —                       | —                       | 94                      | —                       | —                       |                           | BDZ                  |
| «Swing»                                                                       | 2020      | —                       | —                       | 42                      | —                       | —                       |                           | &Twice (Перевидання) |
| «—» позначає реліз, який не потрапив у чарти або не виходив на цій території. |           |                         |                         |                         |                         |                         |                           |                      |

## Нотатки
1. 1 2 3  Показники продажів треків базуються на цифрових завантаженнях, якщо не вказано інше.
2. 1 2  «Signal (Японська версія)» вийшла 14 червня 2017 року, як цифровий сингл з першої збірки групи, #Twice[18].
3. 1 2  «Likey (Японська версія)» вийшла 11 січня 2019 року, як цифровий сингл з другої збірки групи, #Twice2[20].
4. 1 2  «What Is Love? (Японська версія)» вийшла 8 лютого 2019 року, як цифровий сингл та заголовний трек з другої збірки групи, #Twice2[20].
5. ↑  «Feel Special» не увійшов до Billboard Global 200, але посів 190 місце у чарті Billboard Global Excl.[31].
6. 1 2  «More & More (Англійська версія)» вийшла як цифровий сингл 21 серпня 2020 року[34].
7. 1 2  «I Can't Stop Me (Англійська версія)» вийшла як цифровий сингл 30 листопада 2020 року[36].
8. ↑  Англійська версія «Cry for Me» включена лише у фізичне видання Taste of Love.
9. ↑  «Cry for Me» не увійшов до Billboard Global 200, але зайняв 122 місце у чарті Billboard Global Excl.[31].
10. ↑  «Candy Pop» зайняв 80 місце у міжнародному Gaon Digital Chart[45].
11. ↑  Кавер Twice на пісню «I Want You Back» вийшов як цифровий сингл 15 червня 2018 року, та використаний як вступна тема у фільмі Sensei Kunshu (2018)[50].
12. ↑  «Kura Kura» не увійшов до Billboard Global 200, але зайняв 163 місце у чарті Billboard Global Excl.[31].
13. ↑  «Perfect World» не увійшов до Billboard Global 200, але зайняв 192 місце у чарті Billboard Global Excl.[31].
14. ↑  «Celebrate» не увійшов до Circle Digital Chart, але зайняв 174 місце у Circle Download Chart[59].
15. ↑  «Celebrate» не увійшов до Billboard Global 200, але зайняв 154 місце у чарті Billboard Global Excl.[31].
16. ↑  «I Got You» не увійшов до Circle Digital Chart, але зайняв 16 місце у Circle Download Chart[63]
17. ↑  «I Got You» не увійшов до UK Singles Chart, але зайняв 12 місце у UK Singles Sales Chart[64]
18. ↑  «I Got You», не увійшов до Billboard Hot 100, але зайняв 24 місце у Digital Song Sales[65].
19. ↑  «Stay by My Side» вийшов в цифровому форматі 22 жовтня 2018 року, як сингл із перевидання BDZ, а також використаний як вступна тема в телевізійному серіалі Shinya no Dame Koi Zukan[ja] (2018)[67].
20. ↑  "Dance Again" was released digitally on December 12, 2023, and was featured in the "FamilyMart x Twice Christmas Chicken" advertising campaign.[69]

1. ↑  Включаючи Billboard K-pop Hot 100 (призупинено с 2022), та South Korea Songs (частина Billboard Hits of the World (починаючи з 2022)).
2. ↑  «TT (Японська версія)» отримала золотий сертифікат за завантаження у лютому 2018 року та за стримінг у лютому 2021 року[15][13]. «TT (Корейська версія)» отримала золотий сертифікат за стримінг у червні 2022 року[13].
3. ↑  «What is Love» отримав платиновий сертифікат за стримінг у жовтні 2019 року та за завантаження у серпні 2020 року[26][27].
4. ↑  «Dance the Night Away» отримав платиновий сертифікат за стримінг у березні та за завантаження у вересні 2019 року[26][27].
5. ↑  «Yes or Yes» отримав платиновий сертифікат за стримінг у серпні 2019 року та за завантаження у лютому 2021 року[26][27].
6. ↑  «Talk That Talk» не увійшов до Billboard Hot 100, але зайняв 16 місце у Bubbling Under Hot 100[38].
7. ↑  «Set Me Free» не увійшов до UK Singles Chart, але зайняв 95 місце у UK Singles Downloads Chart[39], та 100 місце у UK Singles Sales Chart[40].
8. ↑  «Set Me Free» не увійшов до Billboard Hot 100, але посів 7-ме місце у Bubbling Under Hot 100[38].